# Parides neophilus
Espèce
Synonymes
- Papilio neophilus Rothschild & Jordan, 1906[1].
- Priamides neophilus Geyer, 1837

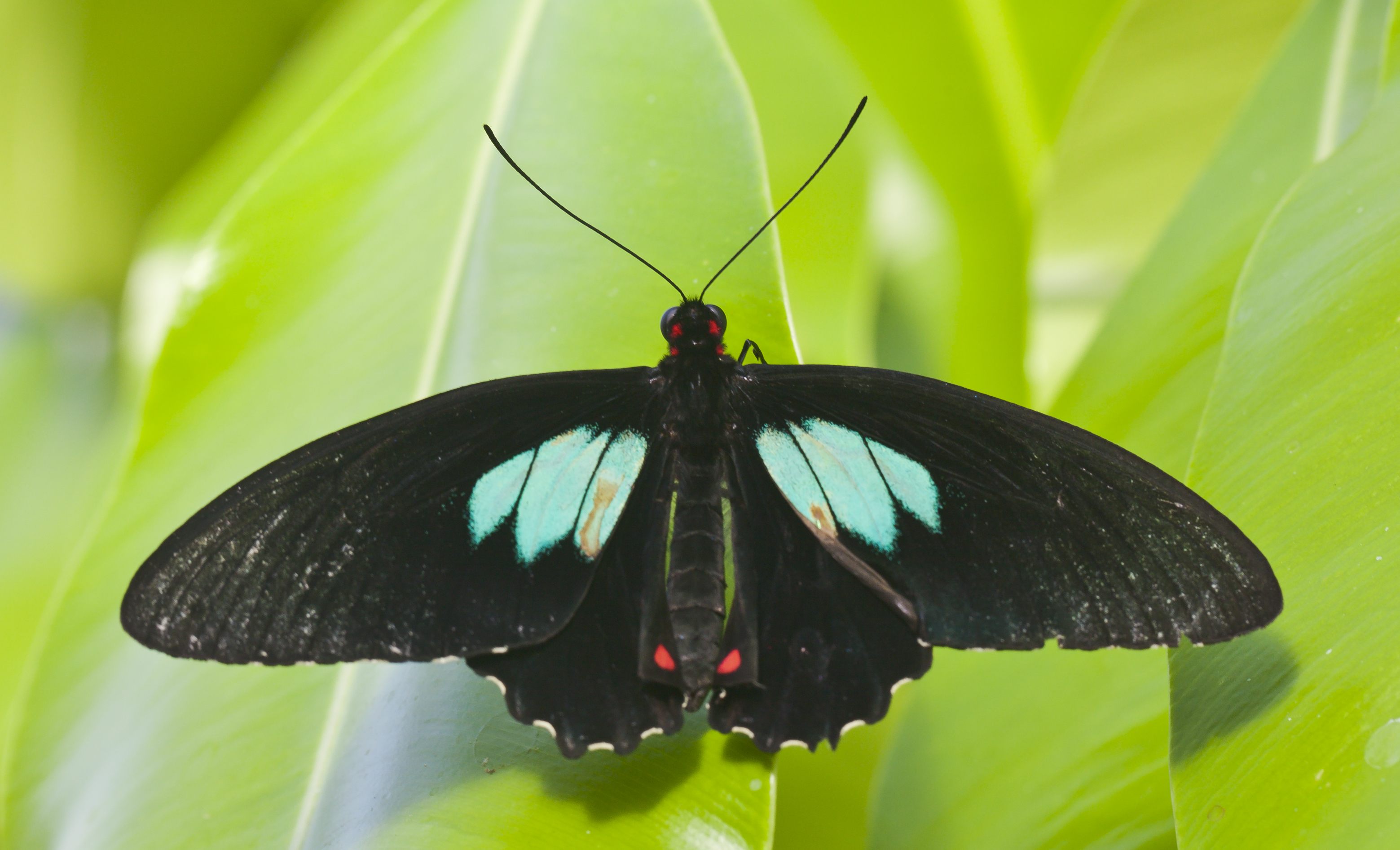
Parides neophilus.

Parides neophilus est une espèce d'insectes lépidoptères (papillons) de la famille des Papilionidae, de la sous-famille des Papilioninae, tribu des Troidini, sous-tribu des Troidina et du genre Parides.

## Systématique
L'espèce Parides neophilus a été décrite par Carl Geyer en 1837 sous le protonyme de Priamides neophilus.

## Noms vernaculaires
Ce papillon est appelé Neophilus Cattleheart en anglais.

## Liste des sous-espèces
- Parides neophilus neophilus présent au Surinam, en Guyane, dans le Sud du Venezuela et dans la région d'Obidos au Brésil.
- Parides neophilus anaximenes (C. & R. Felder, 1862) ; présent au Pérou.
  - Parides neophilus anaximenes forme rosissima Rousseau-Decelle, 1943
- Parides neophilus consus (Rothschild & Jordan, 1906) ; présent en Bolivie.
- Parides neophilus ecbolius (Rothschild & Jordan, 1906) ; présent au Brésil.
- Parides neophilus eurybates (Gray, [1853]) ; présent au Brésil, en Bolivie, au Paraguay et en Argentine.
- Parides neophilus napoensis Varea, 1975 ; présent dans l'Est de l'Équateur
- Parides neophilus olivencius (Bates, 1861) ; présent en Colombie, au Venezuela, au Brésil et au Pérou.
- Parides neophilus parianus (Rothschild & Jordan, 1906) ; présent à Trinité-et-Tobago et au Venezuela[1],[2].

## Description
Parides neophilus est un grand papillon marron iridescent, avec un dimorphisme sexuel. Le mâle présente sur le dessus aux ailes antérieures une tache verte et aux ailes postérieure une tache centrale rose vif. Les femelles sont d'un marron iridescent plus clair que celui des mâles avec ou pas aux ailes antérieures une tache blanche et aux ailes postérieures une ligne submarginale de taches rose vif formant une flaque rose chez Parides neophilus anaximenes forme rosissima.

## Biologie

### Plantes hôtes
Les plantes hôtes de sa chenille sont des aristoloches dont Aristolochia colombiana et Aristolochia tribolata.

## Écologie et distribution
Il est présent en Guyane, au Surinam, au Guyana, à Trinité-et-Tobago, au Venezuela, en Équateur, en Colombie, en Bolivie, au Paraguay, au Brésil, en Argentine et au Pérou.

### Biotope
Il réside dans les galeries forestières tropicales.

### Protection
Pas de statut de protection particulier.